# Golpe de Estado en Colombia de 1861
El Golpe de Estado en Colombia de 1861 fue la toma violenta del poder del general y expresidente de la república Tomás Cipriano de Mosquera, quien obligó al titular Julio Arboleda, quien a pesar de ser electo democráticamente sólo gobernó durante 1 mes. A pesar de ser una toma de las armas del poder, no se considera históricamente como un golpe de Estado en estricto sentido.